# 油圧ショベル (陸上自衛隊)

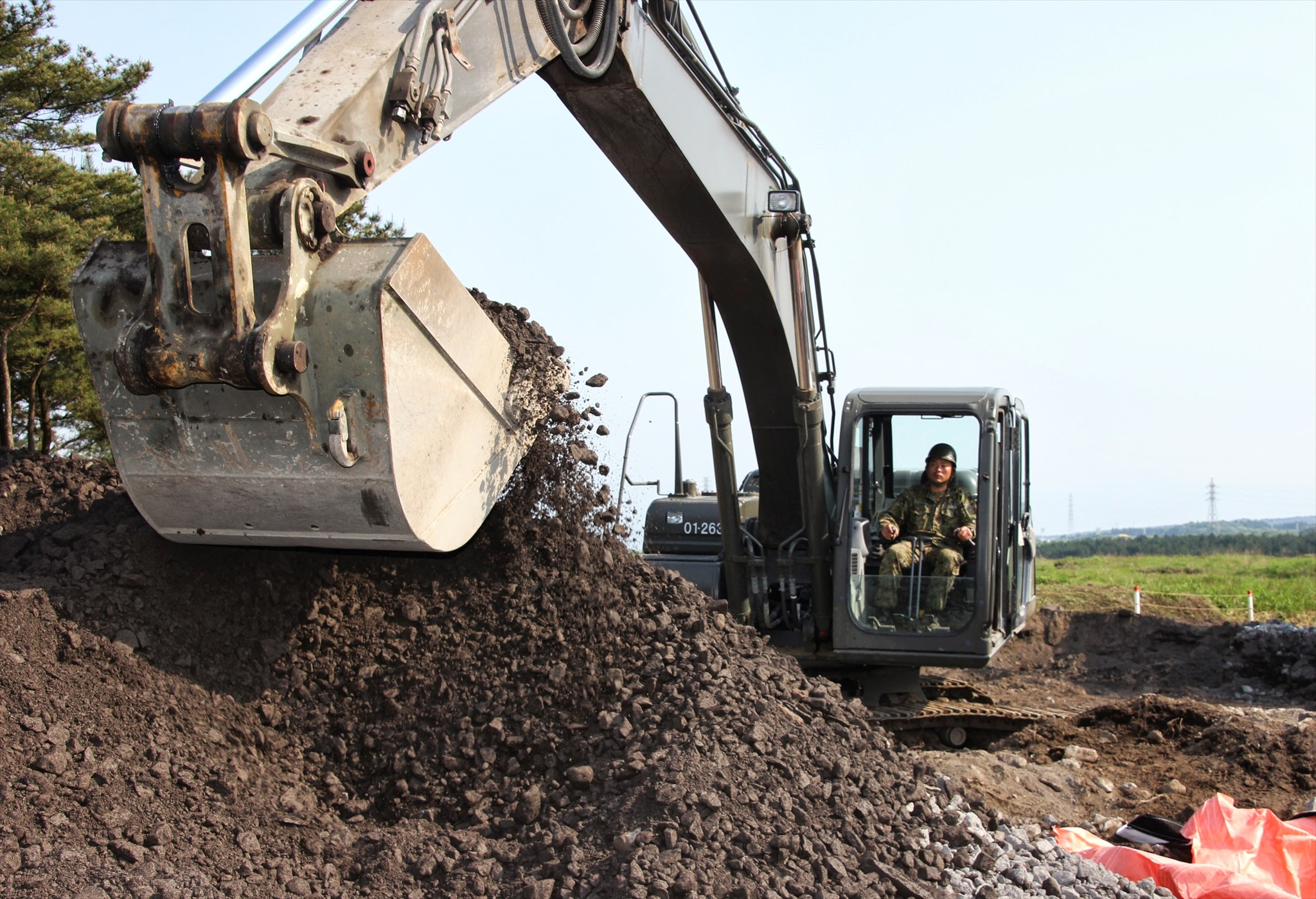
油圧ショベル

油圧ショベル（ゆあつショベル）は陸上自衛隊の保有する装備品である。

## 概要
本車は陸上自衛隊の保有する装備品で、民生品の油圧ショベルをOD色に塗ったものである。市場ではパワーショベルやユンボなどとも呼ばれる。陸自には似たような装備品に掩体掘削機があるが、掩体掘削機はアームを回転させることができるのに対し、油圧ショベルではその機構は装備されていない。
陸上自衛隊の仕様書においては、「住友建機製SH200-7又は同等以上のもの（他社の製品を含む。）」とされ、寸法や性能など、同等と判断する要求基準が示されている。一般的事項として、特定特殊自動車排出ガスの規制等に関する法律および特定特殊自動車排出ガスの規制等に関して必要な事項を定める告示に適合しなければならないこと、大型セミトレーラの種類Cタイプで輸送可能な製品であること、操作方法は「JISパターン」と「コマツ・日立・住友パターン」を容易に切り替え可能などの要件が定められている。
作業機械であるが、運転室に小銃用保持具の設置が要求されている。
日立建機、小松製作所、住友建機、キャタピラージャパン、コベルコ建機など、国内各建機メーカーから偏りなく調達されており、民生品のモデルチェンジなどにより陸自に納入されるものは細部が異なる。

## 運用
施設科の装備品であり、掩体の掘削作業の他、アーム先端のバケットをグラップルに変更することで木材やコンクリート片をつかむことも可能である。そのため災害派遣ではガレキの撤去などに威力を発揮する。陸自の調達する仕様では車体と足回りの間に左右のローリングが可能な油圧ヒンジが装着されているため、地形に合わせて車体の上部を水平に保つことが出来るようになっている。

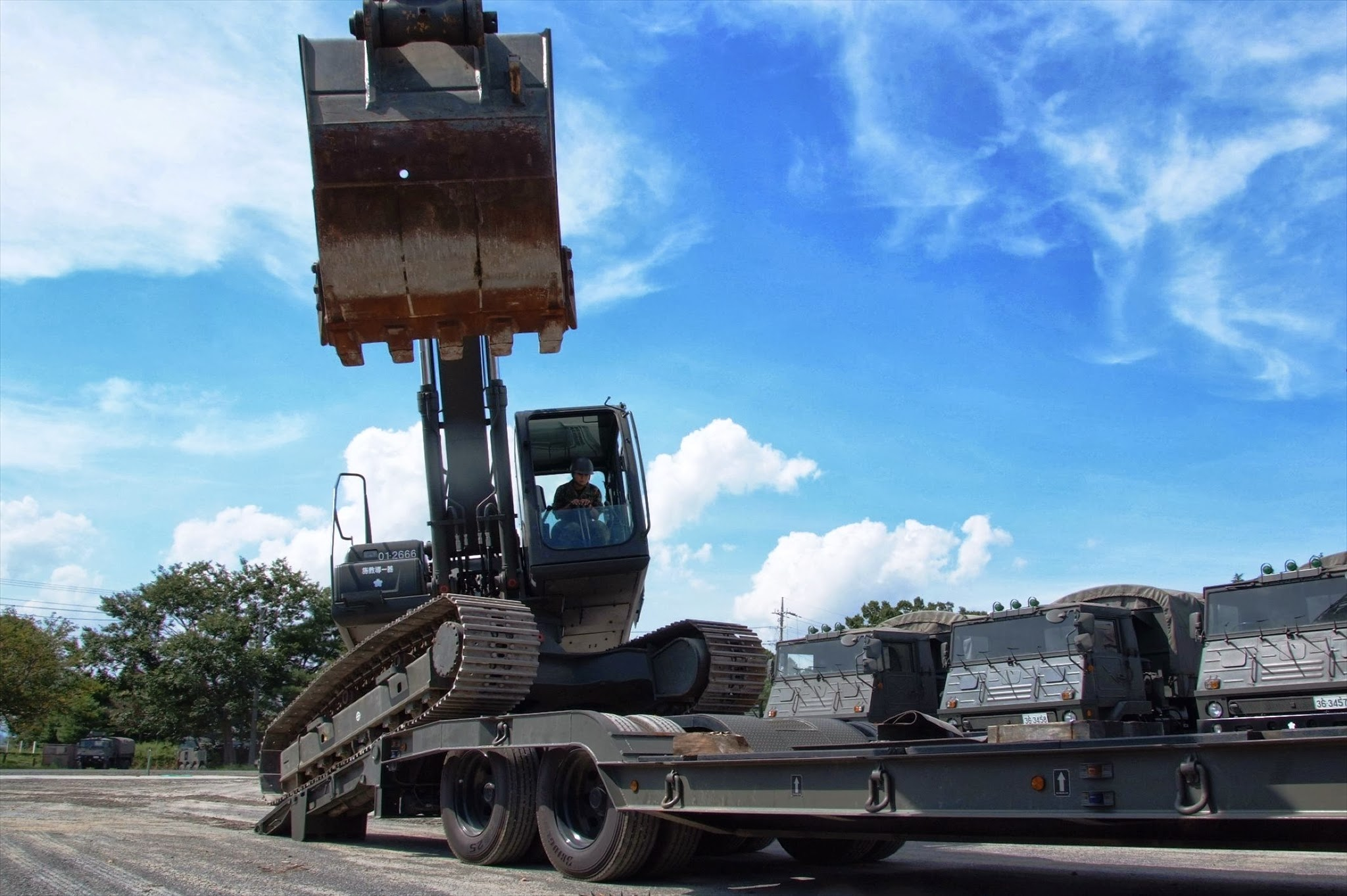
中型セミトレーラへの積載

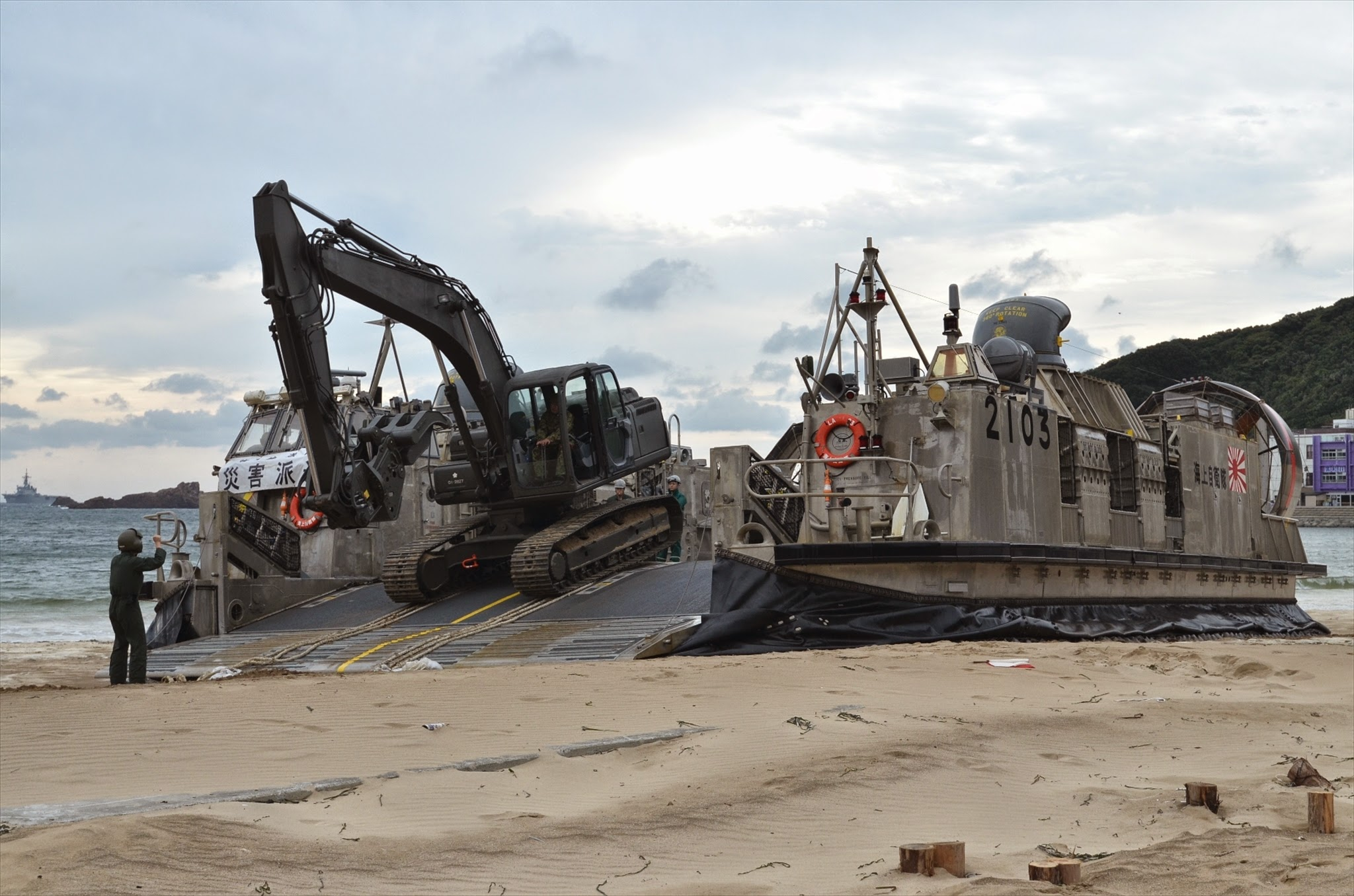
LCACでの輸送

民生品の建設機械同様、公道走行は出来ないので中型セミトレーラ以上の輸送車両にて搬送される。